# Gmina Mrągowo
Die Gmina Mrągowo [ˈɡmina mrɔŋˈɡɔvɔ] ist eine polnische Landgemeinde im Powiat Mrągowo in der Woiwodschaft Ermland-Masuren. Sie umschließt die Stadt Mrągowo (deutsch Sensburg), in der sich auch der Amtssitz der Landgemeinde befindet, die aber als eigene Stadtgemeinde nicht dazu gehört.

## Lage
Die Gmina Mrągowo liegt am Rande der Masurischen Seenplatte inmitten der Woiwodschaft Ermland-Masuren, 70 Kilometer nordöstlich deren Hauptstadt Olsztyn (Allenstein). Sie hat 8023 Einwohner (Stand 31. Dezember 2020) und umfasst 31 Schulzenämter bei insgesamt 66 Ortschaften. Ihre Fläche von 294.87 km² entspricht 27,7 % der Fläche des Powiat Mrągowski. 61 % der Gemeindefläche werden agrarwirtschaftlich genutzt, 19 % sind Forsten. Von 1975 bis 1998 gehörte die Gmina zur Woiwodschaft Olsztyn.
Nachbargemeinden sind:
- im Powiat Mrągowski:
  - Stadtgemeinde Mrągowo (Sensburg)
  - Stadt- und Landgemeinde Mikołajki (Nikolaiken)
  - Landgemeinden Piecki (Peitschendorf) und Sorkwity (Sorquitten)
- im Powiat Giżycki (Kreis Lötzen):
  - Stadt- und Landgemeinde Ryn (Rhein)
- im Powiat Kętrzyński (Kreis Rastenburg):
  - Stadt- und Landgemeinde Reszel (Rößel)
  - Landgemeinde Kętrzyn (Rastenburg)

## Gemeindegliederung
Zur Landgemeinde gehören 31 Schulzenämter und 35 weitere Ortschaften.
| Polnischer Name     | Deutscher Name        | Umbenennungen                       |
| ------------------- | --------------------- | ----------------------------------- |
| Bagienice           | Alt Bagnowen          | 1938 Althöfen                       |
| Bagienice Małe      | Klein Bagnowen        | 1929 Bruchwalde                     |
| Bagnowski Dwór      | Gut Bagnower Wald     | 1938 Gut Althöfen                   |
| Boża Wólka          | Bosembwolka           | 1938 Dreißighuben                   |
| Boże                | Bosemb                | 1938 Bussen                         |
| Boże Małe           | Waldhausen            |                                     |
| Brodzikowo          | Marienhof             |                                     |
| Budziska            | Budzisken             | 1929 Wachau                         |
| Czerniak            | Schwarzwald           |                                     |
| Czerwonki           | Czerwanken            | 1930 Rotenfelde                     |
| Dobroszewo          | Freynowen             | 1938 Freihof                        |
| Gązwa               | Gonswen               | 1938 Gansen                         |
| Głazowo             | Neu Grabowen          | 1938 Neugrabenhof                   |
| Grabowo             | Grabowen              | 1938 Grabenhof                      |
| Gronowo             | Grunau                |                                     |
| Gronowo             | Waldhaus/Forst Grunau |                                     |
| Gwiazdowo           | Sternfelde            |                                     |
| Joachimowo          | Joachimowen           | 1938 Joachimshuben                  |
| Karwie              | Karwen                |                                     |
| Kiersztanowo        | Kerstinowen           | 1938 Kersten                        |
| Kosewo              | Kossewen              | 1938 Rechenberg                     |
| Kosewo Górne        | Ober Kossewen         | 1938 Oberrechenberg                 |
| Krzesowo (Krzosowo) | Krzossowen            | 1938 Kreuzeck                       |
| Krzywe              | Krummendorf           |                                     |
| Kucze               | Kutzen                |                                     |
| Lasowiec            | Sternwalde            |                                     |
| Lembruk             | Langenbrück           |                                     |
| Marcinkowo          | Mertinsdorf           |                                     |
| Miejski Las         |                       |                                     |
| Mierzejewo          | Mnierczeiewen         | 1928 Mertenau                       |
| Młynowo             | Ober Mühlenthal       |                                     |
| Muntowo             | Muntowen              | 1938 Muntau                         |
| Nikutowo            | Nikutowen             | 1938 Niekuten                       |
| Notyst Dolny        |                       |                                     |
| Notyst Mały         | Klein Notisten        |                                     |
| Notyst Wielki       | Groß Notisten         |                                     |
| Nowe Bagienice      | Neu Bagnowen          | 1938 Borkenau                       |
| Nowy Probark        | Proberg               |                                     |
| Palestyna (Mrągowo) |                       |                                     |
| Pełkowo             | Pelkshof              |                                     |
| Piotrówka           | Petersberg            |                                     |
| Polska Wieś         | Polschendorf          | 1928 Stangenwalde                   |
| Popowo Salęckie     | Pfaffendorf           |                                     |
| Porębiska           | Porembischken         | 1938 Vierwinden                     |
| Poręby              | Poremben              |                                     |
| Probark             | Neu Proberg           |                                     |
| Ruska Wieś          | Reuschendorf          |                                     |
| Rydwągi             | Rudwangen             |                                     |
| Sądry               | Zondern               |                                     |
| Sobięcin (Mrągowo)  | Kleinsruh             |                                     |
| Szczerzbowo         | Scziersbowen          | 1927 Talhausen                      |
| Szestno             | Seehesten             |                                     |
| Troszczykowo        | Troscziksberg         | 1936 Troszigsberg 1938 Trotzigsberg |
| Tymnikowo           | Timnikswalde          | 1938 Ratswalde                      |
| Użranki             | Uszranken             | 1881 Königshöhe                     |
| Wierzbowo           | Wiersbau              | 1938 Lockwinnen                     |
| Witomin             | Friedrichsberg        |                                     |
| Wola Muntowska      | Muntowenwolla         |                                     |
| Wólka Bagnowska     | Bagnowenwolka         | 1929 Tiefendorf                     |
| Wólka Baranowska    | Bieberstein           |                                     |
| Wymysły             | Wymisly               | 1938 Katzenbuckel                   |
| Wyszembork          | Weißenburg            |                                     |
| Zalec               | Salza                 |                                     |
| Zawada              | Sawadden              | 1938 Balz                           |
| Śniadowo (Żniadowo) | Schniodowen           | 1938 Schniedau                      |

## Kirchen
Die meisten evangelischen Kirchenglieder im Gemeindegebiet gehören zur St.-Trinitatis-Pfarrkirche in der Stadt Mrągowo. Diese unterhält eine Filialkirche in Użranki (Königshöhe, bis 1881 Uszranken) – der einzigen evangelischen Kirche im Gemeindegebiet. Sie ist Teil der Diözese Masuren der Evangelisch-Augsburgischen Kirche in Polen.
Auch die meisten Katholiken im Gemeindegebiet gehören zu einer der katholischen Pfarrkirchen in der Stadt Mrągowo. Aber es gibt auch Pfarrkirchen im Gemeindegebiet – insgesamt drei, und zwar in Grabowo (Grabowen, 1938 bis 1945 Grabenhof), Szestno (Seehesten) – beide im Erzbistum Ermland – und in Użranki (Königshöhe) im Bistum Ełk (Lyck) der Römisch-katholischen Kirche in Polen.

## Verkehr
Das Gebiet der Gmina Mrągowo wird von je zwei Landesstraßen und Woiwodschaftsstraßen durchzogen:
- Landesstraße DK 16 (alte Reichsstraße 127)
- Landesstraße DK 59 (alte Reichsstraße 140)
- Woiwodschaftsstraße DW 591
- Woiwodschaftsstraße DW 600.

Über diese Straßen wird die Verbindung in die Nachbarregionen und -woiwodschaften hergestellt. Das Gemeindegebiet selbst ist durch Nebenstraßen und Landwege vernetzt.
Es besteht für die Gmina Mrągowo keine Bahnanbindung mehr. Am 30. Juni 1966 wurde die Bahnstrecke (Kętrzyn–) Sławkowo–Mrągowo (vor 1945 von den Rastenburger Kleinbahnen betrieben) aufgegeben. 2009/2010 folgte die Bahnstrecke Czerwonka–Ełk (Rothfließ–Lyck), während die Bahnstrecke Sensburg–Niedersee bereits in Kriegsfolge 1945 stillgelegt und abgebaut worden war.
Das Gebiet der Gmina Mrągowo ist nur unzulänglich an den Luftverkehr angeschlossen. Die nächstgelegenen Flughäfen sind nur auf langwierigem Wege per Bus oder Auto zu erreichen:
- Flughafen Danzig
- Chopin-Flughafen Warschau
- Flughafen Warschau-Modlin